# Setophaga delicata
La reinita de Santa Lucía (Setophaga delicata) es una especie de ave paseriforme de la familia Parulidae endémica de Santa Lucía. Anteriormente se consideraba una subespecie de la reinita mariposera.

## Descripción
La reinita de Santa Lucía mide alrededor de 12,5 cm de largo. Sus partes superiores son principalmente grises azuladas y las inferiores y la garganta son de color amarillo intenso, también tiene amarillas las anchas listas superciliares que se extiende hasta el lorum y unas medialunas con borde inferior negro bajo los ojos. Además tiene una fina línea negra por encima de las listas superiliares y dos listas blancas en las alas. Su pico es puntiagudo y negruzco.
Se distingue de la reinita de Puerto Rico y la reinita de Barbuda por tener las listas superciliares más anchas y las partes inferiores de un amarillo más intenso.